# Libertella
Libertella is een geslacht van schimmels behorend tot de familie Diatrypaceae. De typesoort is Libertella betulina. Deze soort is later overgezet naar het geslacht Diatrype als Diatrype stigma.

## Soorten
Volgens Index Fungorum telt het geslacht 33 soorten (peildatum maart 2023):
| Soortnaam              | Auteur(s)                     | Publicatiejaar |
| ---------------------- | ----------------------------- | -------------- |
| Libertella acerina     | Westend.                      | 1857           |
| Libertella aeluropodis | S. Ahmad                      | 1968           |
| Libertella asparagina  | S. Ahmad                      | 1971           |
| Libertella aucupariae  | Oudem.                        | 1901           |
| Libertella betulae     | Peyronel                      | 1918           |
| Libertella caraganae   | Danilova                      | 1951           |
| Libertella cornicola   | Naumov & Czerepan.            | 1951           |
| Libertella corticola   | A.L. Sm.                      | 1900           |
| Libertella cypericola  | (Henn.) Wollenw.              | 1916           |
| Libertella disciformis | Höhn.                         | 1927           |
| Libertella fraxinea    | Oganova                       | 1960           |
| Libertella fusca       | Bonord.                       | 1851           |
| Libertella heveae      | (Petch) B. Sutton             | 1980           |
| Libertella ilicis      | H. Ruppr.                     | 1958           |
| Libertella kokiae      | Petr.                         | 1953           |
| Libertella mahoniae    | Sacc.                         | 1916           |
| Libertella moricola    | S. Ahmad                      | 1971           |
| Libertella olivacea    | F. Patt.                      | 1900           |
| Libertella opuli       | Oudem.                        | 1901           |
| Libertella padina      | Petr.                         | 1940           |
| Libertella parva       | Fautrey & Lambotte            | 1894           |
| Libertella paulowniae  | Hollós                        | 1910           |
| Libertella pharbitis   | C. Massal.                    | 1900           |
| Libertella pini        | A.C. Santos & Sousa da Câmara | 1954           |
| Libertella prunicola   | G.F. Atk.                     | 1908           |
| Libertella ribis       | A.L. Sm.                      | 1900           |
| Libertella robiniae    | Hollós                        | 1926           |
| Libertella rosae       | Desm.                         | 1830           |
| Libertella salicina    | Syd.                          | 1936           |
| Libertella salicis     | A.L. Sm.                      | 1900           |
| Libertella syringae    | Oudem.                        | 1901           |
| Libertella ulmicola    | Dearn. & Barthol.             | 1928           |
| Libertella wangii      | W. Ren & T.X. Zhou            | 1987           |